# Vittorio Gassman

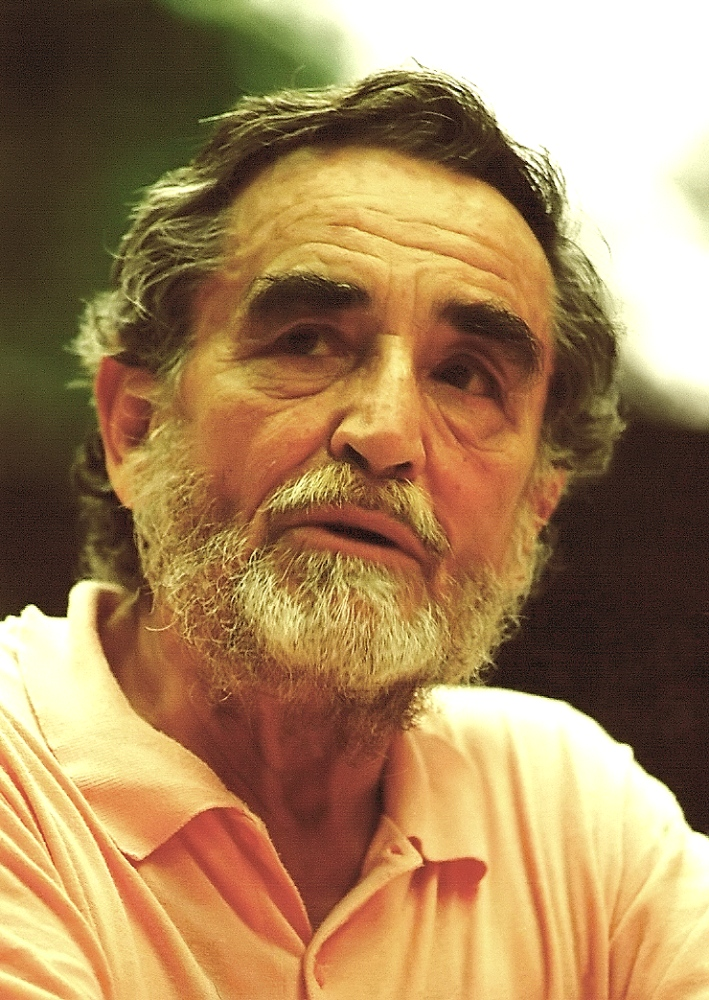
Vittorio Gassman

Vittorio Gassman (* 1. September 1922 in Genua; † 29. Juni 2000 in Rom) war ein italienischer Schauspieler, der auch als Regisseur arbeitete. Gassman galt von den späten 1940er-Jahren bis ins Alter als einer der herausragenden italienischen Theater- und Filmschauspieler, international machte er sich vor allem durch Kinorollen einen Namen.

## Leben
Gassman war der Sohn des deutschen Bauingenieurs Heinrich Gassmann, und dessen aus Pisa stammender Frau Luisa Ambron. Für seinen Künstlernamen legte Gassman das zweite „n“ seines Familiennamens ab.
Nach dem Abschluss der Accademia nazionale d’arte drammatica gab Gassman 1943 seine Bühnenpremiere in Mailand. Es folgten weitere Bühnenauftritte und die Zusammenarbeit mit der Theatergruppe um Luchino Visconti.
Der Durchbruch als Filmschauspieler gelang ihm 1948 als Juwelendieb in Bitterer Reis (Regie: Giuseppe De Santis). Nach einem ersten, wenig erfolgreichen Abstecher in die amerikanische Filmindustrie 1953/54 kehrte Gassman wieder nach Italien zurück. Dort spielte er in der amerikanisch-italienischen Großproduktion Krieg und Frieden (1956) an der Seite von Henry Fonda und Audrey Hepburn. Mit Filmen unter der Regie von Dino Risi wie Verliebt in scharfe Kurven (1962) oder Der Duft der Frauen (1974) feierte er große Erfolge. Für letzteren erhielt er den Darstellerpreis bei den Internationalen Filmfestspielen von Cannes 1975. Verliebt in scharfe Kurven gilt als Prototyp des Roadmovie und soll die Idee für den US-Film Easy Rider (1969) geliefert haben. Auch Der Duft der Frauen fand 1992 als Neuverfilmung mit Al Pacino in der Hauptrolle Eingang in die amerikanische Filmgeschichte. Gassman selbst war Ende der 1970er, Anfang der 1980er Jahre wieder in US-amerikanischen Produktionen zu sehen, unter anderem unter der Regie von Robert Altman.
Anfang der 1980er Jahre gründete Gassman die Schauspielschule „Bottega teatrale“ und veröffentlichte die Biografie „Un grande avvenire dietro le spalle“. 1990 erschien der Roman „Memorie del sottoscala“. 1997 wurde Gassman mit dem renommierten Prinz-von-Asturien-Preis ausgezeichnet.
Vittorio Gassman starb am 29. Juni 2000 in Rom an einem Herzinfarkt. In seiner Heimat Italien galt er als grandioser Shakespeare-Darsteller. Aufgrund seiner außergewöhnlichen schauspielerischen Fähigkeiten wurde er von Kritikern oftmals als der „italienische Laurence Olivier“ bezeichnet.
Gassman war insgesamt dreimal – stets mit Schauspielerinnen – verheiratet. Aus der Ehe mit Nora Ricci ging Tochter Paola Gassman (1945–2024) hervor, die als Theaterschauspielerin tätig war. Die zweite Ehe führte er mit der Amerikanerin Shelley Winters, die 1953 beider Tochter Vittoria zur Welt brachte, die ebenfalls Schauspielerin wurde. Einer Beziehung mit der französischen Schauspielerin Juliette Mayniel entstammt Sohn Alessandro (* 1965), der in die Fußstapfen seines Vaters trat. Die dritte Ehe mit Diletta D’Andrea brachte Sohn Jacopo Gassman hervor.

## Filmografie (Auswahl)

### Als Darsteller
- 1946: Preludio d’amore
- 1947: Aufstand in Sibirien (La figlia del Capitano)
- 1947: L’ebreo errante
- 1947: Daniele Cortis
- 1947: Die Abenteuer des Pinocchio (Le avventure di Pinocchio)
- 1948: Der geheimnisvolle Chevaliere (Il Cavaliere misterioso)
- 1949: Bitterer Reis (Riso amaro)
- 1949: Una voce nel tuo cuore
- 1949: Il tradimento
- 1949: Mit Schwert und Maske (Lo Sparviero del Nilo)
- 1949: Der Wolf der Silaberge (Il Lupo della Sila)
- 1949: Ich war eine Sünderin (Ho sognato il paradiso)
- 1950: Der Löwe von Amalfi (Il Leone di Amalfi)
- 1950: Giuliano – Der Rebell von Sizilien (I fuorilegge)
- 1950: La corona negra
- 1951: Anna
- 1951: Zorro, der Held (Il sogno di Zorro)
- 1952: Die gläserne Mauer (The Glass Wall)
- 1952: Mädchenhandel (La tratta delle bianche)
- 1953: Schrei des Gejagten (Cry Of The Hunted)
- 1953: Sombrero
- 1954: Mambo
- 1954: Symphonie des Herzens (Rhapsody)
- 1955: Die schönste Frau der Welt (La donna più bella del mondo)
- 1956: Krieg und Frieden (War and Peace)
- 1956: Die schwarzen Ritter von Borgoforte (Giovanni dalle Bande Nere)
- 1956: Ihr schlechter Ruf (Difendo il mio amore)
- 1957: Keine Schonzeit für Blondinen (La ragazza del Palio)
- 1958: Sturm im Osten (La tempesta)
- 1958: Diebe haben’s schwer (I soliti ignoti)
- 1959: Die Madonna mit den zwei Gesichtern (The Miracle)
- 1959: Man nannte es den großen Krieg (La grande guerra)
- 1959: La cambiale
- 1959: Diebe sind auch Menschen (Audace colpo dei soliti ignoti)
- 1960: Die Leiche ist im falschen Koffer (Crimen)
- 1960: Der Meistergauner (Il mattatore)
- 1961: Das Spukschloß in der Via Veneto (Fantasmi a Roma)
- 1961: Das Jüngste Gericht findet nicht statt (Il giudizio universale)
- 1961: Das Leben ist schwer (Una vita difficile)
- 1961: Der Bandit von Neapel (Briganti italiani)
- 1961: Barabbas (Barabbà)
- 1962: Schwarze Seele (Anima nera)
- 1962: Verliebt in scharfe Kurven (Il sorpasso)
- 1962: La marcia su Roma
- 1962: Il giorno più corto
- 1962: Erotica (L'amore difficile)
- 1962: Heirat auf sizilianisch (La smania addosso)
- 1963: I mostri
- 1963: Il successo
- 1964: Auf eine ganz krumme Tour (La congiuntura)
- 1964: Frivole Spiele (Se permettete parliamo di donne)
- 1964: Il gaucho
- 1964: Verrückter Sommer (Frenesia dell’estate)
- 1965: Spione unter sich (La guerra segreta)
- 1965: Eine Jungfrau für den Prinzen (Una vergine per il Principe)
- 1965: So ein Windhund (Slalom)
- 1965: Ergötzliche Nächte (Le piacevoli notti)
- 1965: L’arcidiavolo
- 1966: Die unglaublichen Abenteuer des hochwohllöblichen Ritters Branca Leone (L’armata Brancaleone)
- 1967: Siebenmal lockt das Weib (Woman Times Seven)
- 1967: Die Über-Sinnliche (Questi fantasmi)
- 1967: Lo scatenato
- 1967: Il tigre
- 1968: Romeo und Julia (Erzähler)
- 1968: Il profeta
- 1968: Ein rabenschwarzes Schaf (La pecora nera)
- 1968: Erzengel (L’arcangelo)
- 1969: Warum läufst Du immer nackt herum? (Dove vai tutta nuda?)
- 1969: Zwölf plus eins (Una su tredici)
- 1970: Brancaleone auf Kreuzzug ins Heilige Land (Brancaleone alle crociate)
- 1970: Il divorzio
- 1970: Contestazione generale
- 1971: Die Audienz (L’udienza)
- 1971: Scipione detto anche l’Africano
- 1971: Abend ohne Alibi (In nome del popolo italiano)
- 1972: Bete, Amigo! (Che c’entriamo noi con la rivoluzione?)
- 1973: La Tosca
- 1974: Der Duft der Frauen (Profumo di donna)
- 1974: Wir waren so verliebt (C’eravamo tanto amati)
- 1975: Eine Laus im Pelz (A mezzanotte va la ronda del piacere)
- 1976: Telefoni bianchi
- 1976: Signore e signori, buonanotte
- 1976: Die Tatarenwüste (Il deserto dei Tartari)
- 1976: Liebesgrüße aus Palermo (Come una rosa al naso)
- 1977: Anima persa
- 1977: Viva Italia (I nuovi mostri)
- 1978: Eine Hochzeit
- 1979: Quintett
- 1979: Caro papà
- 1979: Zwei Väter, ein Kind und die schöne Lucia (Due pezzi di pane)
- 1980: Die nackte Bombe (The Nude Bomb)
- 1980: Die Terrasse (La terrazza/La terrasse)
- 1980: Sono fotogenico
- 1981: Camera d’albergo
- 1981: Il turno
- 1981: Sharky und seine Profis (Sharky’s Machine)
- 1982: Der Graf, der alles kann (Il Conte Tacchia)
- 1982: Der Sturm (The Tempest)
- 1983: Das Leben ist ein Roman (La vie est un roman)
- 1983: Das anonyme Bekenntnis (Benvenuta)
- 1985: Big Deal – Diebe haben’s schwer (I soliti ignoti vent’anni dopo)
- 1985: Paradigma
- 1987: Die Familie (La famiglia)
- 1987: Vagabunden wie wir (I picari)
- 1988: Mein lüsterner Onkel (Lo zio indegno)
- 1989: Es leben die Toten (Mortacci)
- 1989: Palermo vergessen (Dimenticare Palermo)
- 1990: Sheherazade – Mit 1001 PS ins Abenteuer (Shéhérazade – Les 1001 nuits)
- 1990: I divertimenti della vita privata
- 1990: Opa spielt verrückt (Tolgo il disturbo)
- 1991: Rossini! Rossini!
- 1991: El Largo Invierno
- 1991: Swingers (Quando eravamo repressi)
- 1993: Die Bibel – Abraham (Abramo)
- 1994: Tutti gli anni una volta l’anno
- 1996: Sleepers
- 1997: Prinzessin Amina – Das Geheimnis einer Liebe (Il deserto di fuoco) (TV-Serie)
- 1997: Un homme digne de confiance
- 1998: La cena
- 1999: Luchino Visconti (Dokumentation)
- 1999: La bomba

### Als Drehbuchautor und Regisseur
- 1956: Kean – Genie und Wahnsinn (Kean)
- 1969: L’Alibi
- 1972: Senza famiglia nullatenenti cercano affetto
- 1982: Di padre in figlio
- 1988: L’Altro enigma (nur Regie)